# Sebastian Cavazza
Sebastian Cavazza (Kranj, 19. ožujka 1973.) je slovenski kazališni, televizijski i filmski glumac.

## Filmografija

### Televizijske uloge
- "Da sam ja netko" kao Marin (2015.)
- "Prepisani" kao Sabastian Zidar (2010.)
- "Naša mala klinika (slovenska verzija)" kao Boris Vrabec (2005. – 2007.)
- "Naša mala klinika" kao Ferdo Perdec (2005. – 2008.)
- "Čokoladne sanje" kao Egon (2004.)

### Filmske uloge
- "Koja je ovo država" kao premijer (2018.)
- "Aleksi" kao Toni (2018.)
- "Ti mene nosiš" kao Marin (2015.)
- "Halimin put" kao Planinšek (2012.)
- "Nahrani me z besedami" kao Matej (2012.)
- "Lea i Darija" kao Stjepan Deutsch (2011.)
- "Na putu" kao Dejo (2010.)
- "Pisma iz Egipta" kao Daniel (2010.)
- "Lovec oblakov" kao mladi lovac na oblake (2009.)
- "Vampir z Gorjancev" kao Roman (2008.)
- "L... kot ljubezen" kao Igor (2007.)
- "Kratki stiki" (2006.)
- "Želim vse" (2004.)
- "Lesi se vraća" (2000.)
- "Adrian" kao mediteranac (1998.)
- "Balkanska ruleta" (1998.)
- "Chamchatka" kao Jakob Hofnagel (1996.)
- "Carmen" kao Goran (1995.)

## Vanjske poveznice
- Sebastian Cavazza u internetskoj bazi filmova IMDb-u (engl.)